# Leptinopterus femoratus
Leptinopterus femoratus es una especie de coleóptero de la familia Lucanidae.

## Distribución geográfica
Habita en Argentina y Brasil.